# محمد هاشم عبد المجيد
محمد هاشم عبد المجيد (1966) سياسي عراقي ولد في بغداد، شغل مَنصب وزير التجارة في حكومة عادل عبد المهدي ووكيل ووزير الصناعة والمعادن لشؤون التخطيط في حكومة حيدر العبادي.

## التعليم
حصل على بكالوريوس هندسة مدنية من جامعة بغداد عام 1988، وحصل على درجة الماجستير منها في عام 1993، وعلى درجة الدكتوراه في عام 2008

## مناصب شغلها
شغل منصب مدير مشروع كاربونات الصوديوم، ومديرقسم تنفيذ المشاريع SIDCCO، ومعاون مدير عام الشركة العامة للتصاميم وتنفيذ المشاريع، ومدير عام وكالة الشركة العامة للاسناد الهندسي، ووكيل وزارة الصناعة والمعادن لشؤون التخطيط.